# Jaime II de Maiorca
Jaime II (Montpellier, 31 de maio de 1243 — Palma, 29 de maio de 1311) foi rei de Maiorca e conde de Rossilhão e da Cerdanha de 1276 até sua morte, em 1311. Em 1279, pelo Tratado de Perpinhã, tornou-se vassalo da Coroa de Aragão.

## Biografia
Jaime nasceu em Barcelona, sendo o segundo filho varão de Jaime I de Aragão e de sua segunda esposa, Iolanda da Hungria, filha de André II da Hungria. Herdou de seu pai um reino vasto: três das Ilhas Baleares (Maiorca, Ibiza e Formentera), os condados de Rossilhão e da Cerdanha, o domínio de Montpellier, o baronato de Aumelas e o viscondado de Carlat. Também ganhou tributo da quarta Ilha Balear, Minorca, que permaneceu sobre domínio muçulmano durante sua vida. Sua condição de vassalo de Aragão, sob o reinado de seu irmão Pedro III, chocava-se com seu governo, cuja área era maior que a de Aragão.
Durante a Cruzada Aragonesa, aliou-se com o papa Martinho IV e com Filipe III da França (viúvo de sua irmã Isabel) contra seu irmão, mas foi derrotado na Batalha das Formigas, em setembro de 1285. Pedro, no entanto, morreu de causa desconhecida poucos meses depois e foi sucedido por seu filho, Afonso III. Este declarou guerra a Jaime e lhe tomou as ilhas de Maiorca e de Ibiza, além de conquistar Minorca dos mouros. Todavia, o sucessor de Afonso, Jaime II de Aragão, concordou em devolvê-las ao tio, mantendo-o, porém, a relação de suserania para com este, ato consolidado pelo Tratado de Anagni, em 1295.
Após sua restauração, Jaime se dedicou ao governo de seu reino. Reformou a administração de centros urbanos, estabeleceu uma política de agricultura, revitalizou suas defesas e reformou sua economia.
Em 12 de outubro de 1272, casara-se com Esclaramunda de Foix, uma união arranjada por ele mesmo ao invés de seu pai. Anteriormente, ele estivera comprometido com Beatriz, filha de Amadeu IV de Saboia, mas o noivado não foi adiante. Esclaramunda era filha de Rogério IV de Foix. Eles tiveram seis filhos:
1. Jaime (c. 1274 - c. 1330), que renunciou seu direito à herança do trono, em 1299, para se tornar um frade franciscano;
2. Sancho (c. 1276 - 1324), sucessor de seu pai como Sancho I;
3. Fernando (1278 - 1316), pai de Jaime III de Maiorca;
4. Isabel (c. 1280 - 1301), primeira esposa de João Manuel de Castela;
5. Sancha (c. 1285 - 1345), segunda esposa de Roberto da Sicília;
6. Filipe (c. 1288 - c. 1343), abade em Narbona.

Jaime morreu em Palma de Maiorca, às vésperas de seu 68º aniversário de nascimento.